# 南流站
南流站是一个胶济线上的铁路车站，位于山东省安丘市南流镇，建于1902年，现已停运。曾为四等站，邮政编码为262113。目前客运：办理旅客乘降；行李、包裹托运；货运：办理整车、零担货物发到。